# Sci di fondo ai II Giochi paralimpici invernali
Per lo sci di fondo ai II Giochi paralimpici invernali di Geilo 1980 furono disputate 27 gare (17 maschili e 10 femminili).

## Medagliere
| Posizione | Paese          |    |    |    | Totale |
| --------- | -------------- | -- | -- | -- | ------ |
| 1         | Finlandia      | 13 | 7  | 9  | 29     |
| 2         | Norvegia       | 9  | 7  | 4  | 20     |
| 3         | Svezia         | 5  | 3  | 5  | 13     |
| 4         | Germania Ovest | 0  | 3  | 2  | 5      |
| 5         | Austria        | 0  | 1  | 0  | 1      |
| 5         | Francia        | 0  | 1  | 0  | 1      |
| 7         | Canada         | 0  | 0  | 1  | 1      |
| Totale    | Totale         | 27 | 22 | 21 | 70     |

## Podi
Le gare erano divise in:
- 5 km: uomini - donne
- 10 km: uomini - donne
- 20 km: uomini
- 4x5 km staffetta: uomini - donne
- 4x10 km staffetta: uomini

Ogni evento era separato in In piedi, Seduti e Ipo o non vedenti:
- 1A - in piedi: amputazione alla singola gamba sopra il ginocchio
- 2A - in piedi: amputazione alla singola gamba sotto il ginocchio
- 2B - in piedi: doppia amputazione alle gambe sotto il ginocchio, lieve paralisi cerebrale infantile o handicap equivalente
- 3A - in piedi: amputazione al singolo braccio
- 3B - in piedi: doppia amputazione braccia
- 4 - in piedi: amputazione di un braccio e di una gamba
- 5 - seduti
- 5A - ipo o non vedenti: nessuna funzione visiva
- 5B - ipo o non vedenti: funzione visiva sotto il 10%

### Uomini
| Evento                 | Classe                                                                      | Oro                                                                | Argento                                                              | Bronzo |
| 5 km - breve distanza  |                                                                             |                                                                    |                                                                      |        |
| 1A                     | Pertti Sankilampi                                                           | Samuli Kaemi                                                       | Otto Malkki                                                          |        |
| 2A                     | Veikko Jantunen                                                             | Gerard Vandel                                                      | Bertil Lundmark                                                      |        |
| 2B                     | Ensio Kinnunen                                                              | Franz Sliwinski                                                    | Nessuno                                                              |        |
| 3A                     | Jouko Grip                                                                  | Erkki Seppaenen                                                    | Rune Karlsson Heikki Miettinen                                       |        |
| 3B                     | Kari Laakkonen                                                              | Reino Vesander                                                     | Adolf Fritsche                                                       |        |
| 5                      | Erik Sandbraaten                                                            | Nessuno                                                            | Nessuno                                                              |        |
| 10 km - media distanza |                                                                             |                                                                    |                                                                      |        |
| 1A                     | Pertti Sankilampi                                                           | Samuli Kaemi                                                       | Tauno Seppaenen                                                      |        |
| 2A                     | Veikko Jantunen                                                             | Erkki Kukkanen                                                     | Bertil Lundmark                                                      |        |
| 2B                     | Ensio Kinnunen                                                              | Franz Sliwinski                                                    | Nessuno                                                              |        |
| 3A                     | Jouko Grip                                                                  | Heikki Miettinen                                                   | Erkki Seppaenen                                                      |        |
| 3B                     | Cato Zahl Pedersen                                                          | Kari Laakkonen                                                     | Reino Vesander                                                       |        |
| 5A                     | Morten Langeroed                                                            | Terje Loevaas                                                      | Torbjoern Foss                                                       |        |
| 5B                     | Geir Vegard Alien                                                           | George Witthof                                                     | Hans Anton Aalien                                                    |        |
| 20 km - lunga distanza |                                                                             |                                                                    |                                                                      |        |
| 5A                     | Terje Loevaas                                                               | Morten Langeroed                                                   | Torbjoern Foss                                                       |        |
| 5B                     | Hans Anton Aalien                                                           | George Witthof                                                     | Geir Vegard Alien                                                    |        |
| 4×5 km staffetta       |                                                                             |                                                                    |                                                                      |        |
| 3A-3B                  | Finlandia Karin Laakkonen Jouko Grip Heikki Miettinen Erkki Seppänen        | Austria Bruno Geuze Franz Perner Horst Morokutti Josef Scheiber    | Germania Ovest Otto Faller Adolf Fritsche Walter Klenk Ludwig Wagner |        |
| 4×10 km staffetta      |                                                                             |                                                                    |                                                                      |        |
| 5A-5B                  | Norvegia Hans Anton Aalien Geir Vegard Alien Morten Langeroed Terje Loevaas | Svezia Yngve Eriksson Ove Karlsson Sven-Ivar Martin George Witthof | Finlandia Ismo Alanko Mauno Sulisalo Teuvo Talmia Matti Juntunen     |        |

### Donne
| Evento                 | Classe                                                                 | Oro                                                       | Argento                                                 | Bronzo |
| 5 km - breve distanza  |                                                                        |                                                           |                                                         |        |
| 2A                     | Liisa Maekelae                                                         | Nessuna                                                   | Nessuna                                                 |        |
| 5                      | Brit Mjaasund Oejen                                                    | Nessuna                                                   | Nessuna                                                 |        |
| 5A                     | Desiree Johansson                                                      | Kari Heggum                                               | Matleena Talonen                                        |        |
| 5B                     | Birgitta Sund                                                          | Aud Berntsen                                              | Marianne Edfeldt                                        |        |
| 10 km - media distanza |                                                                        |                                                           |                                                         |        |
| 2A                     | Liisa Maekelae                                                         | Nessuna                                                   | Nessuna                                                 |        |
| 3A                     | Alli Hatva                                                             | Dorothea Neuweiler                                        | Railli Rantala                                          |        |
| 5                      | Brit Mjaasund Oejen                                                    | Nessuna                                                   | Nessuna                                                 |        |
| 5A                     | Desiree Johansson                                                      | Kari Heggum                                               | Matleena Talonen                                        |        |
| 5B                     | Birgitta Sund                                                          | Aud Berntsen                                              | Marianne Edfeldt                                        |        |
| 4×5 km staffetta       |                                                                        |                                                           |                                                         |        |
| 5A-5B                  | Svezia Marianne Edfeldt Desiree Johansson Astrid Nilsson Birgitta Sund | Norvegia Aud Berntsen Aud Grundvik Kari Heggum Aud Jensen | Canada Mary Brunner Dawn Coyle Janet Schuster Judy Shaw |        |